# Marcela Tinayre
Marcela Tinayre (Buenos Aires, 31 de octubre de 1950) es una presentadora de radio y televisión y empresaria argentina.

## Carrera
Su vocación como presentadora de televisión la llevó a conducir ciclos de interés general, como Utilísima, Cosas de la vida y Nominados. 
En 2002 condujo el programa Las cortesanas, acompañada por un gran personal como Lita de Lazzari, China Zorrilla, Mónica de Alzaga, la exparticipante del reality show El bar Celeste Montanari, Nazarena Vélez y Amalia "Yuyito" González.
También se dedicó al ámbito empresarial y de la moda, donde descolló con gran éxito. Fue representante de Christian Dior durante siete años.
En radio comenzó como columnista contratada por Oscar Gómez Castañón y luego con Rolando Hanglin. En 2004 debuta en radio como locutora en FM La Isla 89.9 y en AM 15.40, donde condujo su programa Aló Tinayre.

## Vida personal
Es hija del director de cine Daniel Tinayre y de la exactriz y conductora Mirtha Legrand. Sus tíos maternos fueron el director de cine José Martínez Suárez y la actriz Silvia Legrand. Tuvo un hermano mayor, Daniel Andrés Tinayre, que falleció en 1999.
Estuvo casada en dos oportunidades. Su primer matrimonio fue con el diplomático Ignacio Viale en 1973, con quien tuvo dos hijos, Ignacio "Nacho" Viale, nacido en 1981, quien es productor de televisión y Juana Viale, nacida en 1982, quien es actriz y conductora. 
Se casó en segundas nupcias con el empresario Marcos Gastaldi, con quien tuvo un hijo, Rocco, en 2001 a los 50 años.
Marcela Tinayre es católica. En el año 2014 viajó a la Ciudad del Vaticano para ver al Papa Francisco.

## Trayectoria

### Televisión
| Año           | Programa                               | Canal      | Notas                   |
| ------------- | -------------------------------------- | ---------- | ----------------------- |
| 1995          | Utilísima                              | Telefe     | Conductora              |
| 1995-1997     | Utilísima                              | elnueve    | Conductora              |
| 1998          | Yo amo a la TV                         | ATC        |                         |
| 1998          | Siete días                             | ATC        |                         |
| 1998          | Sin vueltas                            | América TV |                         |
| 1999          | Cosas de la vida                       | América TV |                         |
| 1999          | Almorzando con Mirtha Legrand          | América TV |                         |
| 2000          | Posdata                                | América TV |                         |
| 2001          | Nominados                              | Azul TV    |                         |
| 2002          | Las cortesanas                         | eltrece    |                         |
| 2017          | Las rubias+uno                         | KZO        | Conductora              |
| 2018          | Almorzando con Mirtha Legrand: 50 años | eltrece    |                         |
| 2018-2022     | Las rubias                             | Net TV     | Conductora              |
| 2019          | Almorzando con Mirtha Legrand          | eltrece    | Conductora de reemplazo |
| 2019          | La noche de Mirtha                     | eltrece    | Conductora de reemplazo |
| 2022          | ¿Quién es la máscara?                  | Telefe     | 11.ª desenmascarada     |
| 2023-presente | Polémica en el bar                     | América TV | Conductora              |
| 2024-presente | Las viejas por Net tv                  | Net tv     | Conductora              |